# The Hills: New Beginnings
The Hills: New Beginnings (As Colinas: Novo começo/The Hills: Novo começo) é um reality show da MTV estadunidense que documenta a vida de um grupo de amigos em Los Angeles, Estados Unidos. The Hills: New Beginnings é uma série derivada de The Hills, um dos reality shows mais populares da TV americana, com enorme sucesso da entre os anos de 2006 e 2010. A série mostra como está o elenco nos dias atuais e também com a entrada de novos participantes como a atriz Mischa Barton, famosa pela série "The OC" e Brandon Thomas Lee (Filho de Pamela Anderson). A estréia aconteceu em 24 de Junho de 2019.
Durante a apresentação do Video Music Awards em 20 de agosto de 2018, a MTV anunciou que estaria trazendo de volta o reality show The Hills agora batizado de The Hills: New Beginnings.
Lauren Conrad, Lo Bosworth e Kristin Cavallari não retornaram ao reality show.
Devido o enorme sucesso da volta do reality show, uma segunda temporada irá ao ar em 2020.
No Brasil, a série é exibida na MTV Brasil em versão dublada.
Em Portugal, a série é exibida na MTV Portugal em versão original legendada em português.

## Sinopse
"The rest is still unwritten"... até agora! Audrina Patridge, Brody Jenner, Frankie Delgado, Heidi Pratt, Jason Wahler, Justin "Bobby" Brescia, Spencer Pratt, Stephanie Pratt e Whitney Port - do elenco original da série The Hills - estão de regresso à MTV, para The Hills New Beginnings. Aos veteranos vão juntar-se os novatos Brandon Thomas Lee e Mischa Barton. As câmaras da MTV vão seguir este grupo de perto, entre a vida pessoal e profissional, em Los Angeles, nos EUA. 

## Elenco
| Brody Jenner           | Principal               |
| Audrina Patridge       | Principal               |
| Heidi Montag           | Principal               |
| Spencer Pratt          | Principal               |
| Justin "Bobby" Brescia | Principal               |
| Stephanie Pratt        | Principal               |
| Frankie Delgado        | Principal               |
| Whitney Port           | Principal               |
| Mischa Barton          | Principal               |
| Brandon Thomas Lee     | Principal               |
|                        | Elenco de apoio         |
| Jason Wahler           | Recorrente              |
| Kaitlynn Carter        | Recorrente              |
| Jennifer Delgado       | Recorrente              |
| Ashley Wahler          | Recorrente              |
|                        | Participações especiais |
| Pamela Anderson        | Participação            |
| Perez Hilton           | Participação            |